# Aleuron iphis
Aleuron iphis là một loài bướm đêm thuộc họ Sphingidae. Nó được miêu tả bởi Walker năm 1856.

## Phân phát
Và có ở México, Belize, Guatemala, Nicaragua, Costa Rica to Venezuela, Bolivia và Brasil.

## miêu tả
Sải cánh dài 52–57 mm. Con trưởng thành bay từ at least tháng 7 đến tháng 1 năm Costa Rica.

## sinh học
Ấu trùng ăn Tetracera volubilis, Curatella americana và probably other Dilleniaceae.

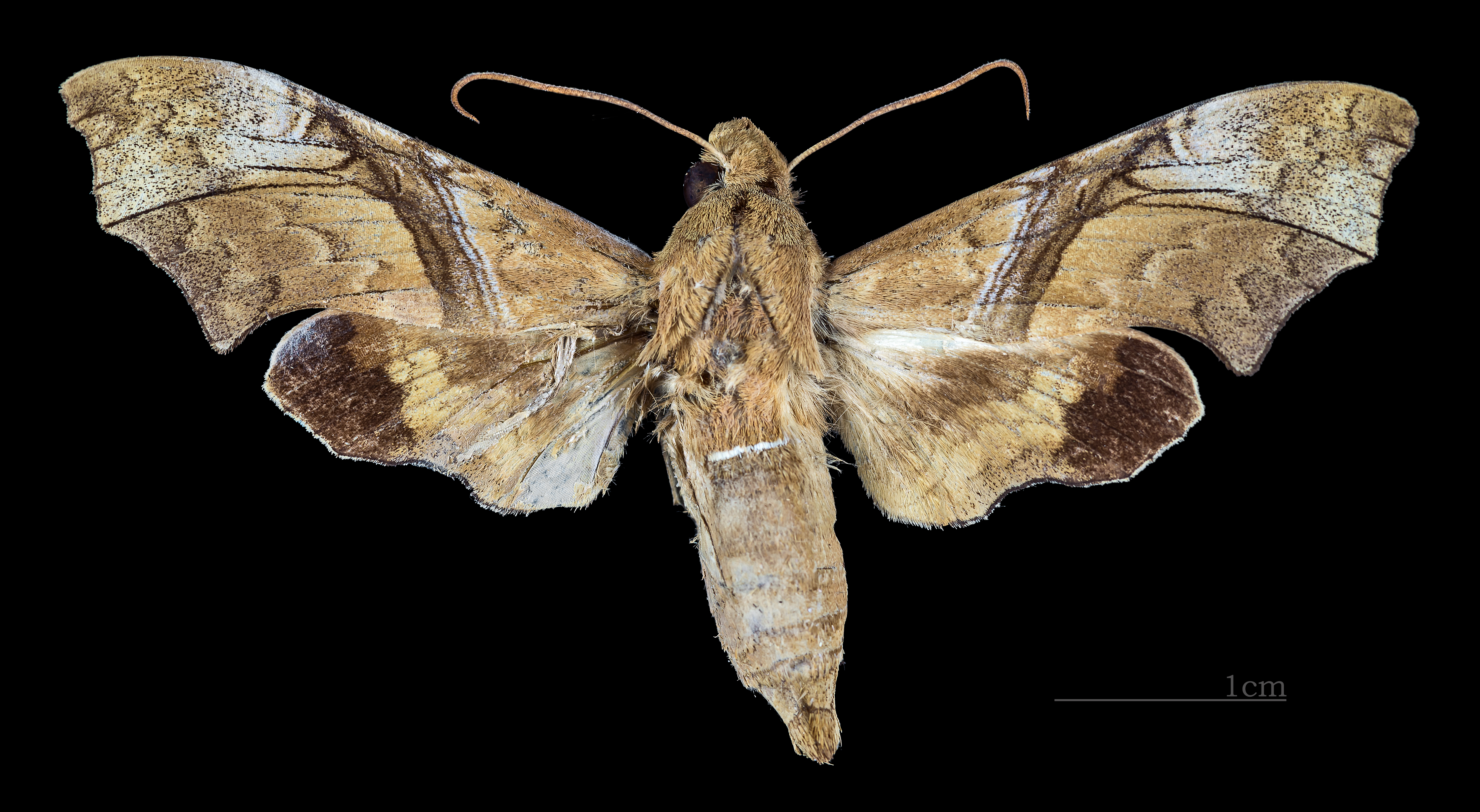
Aleuron iphis ♀
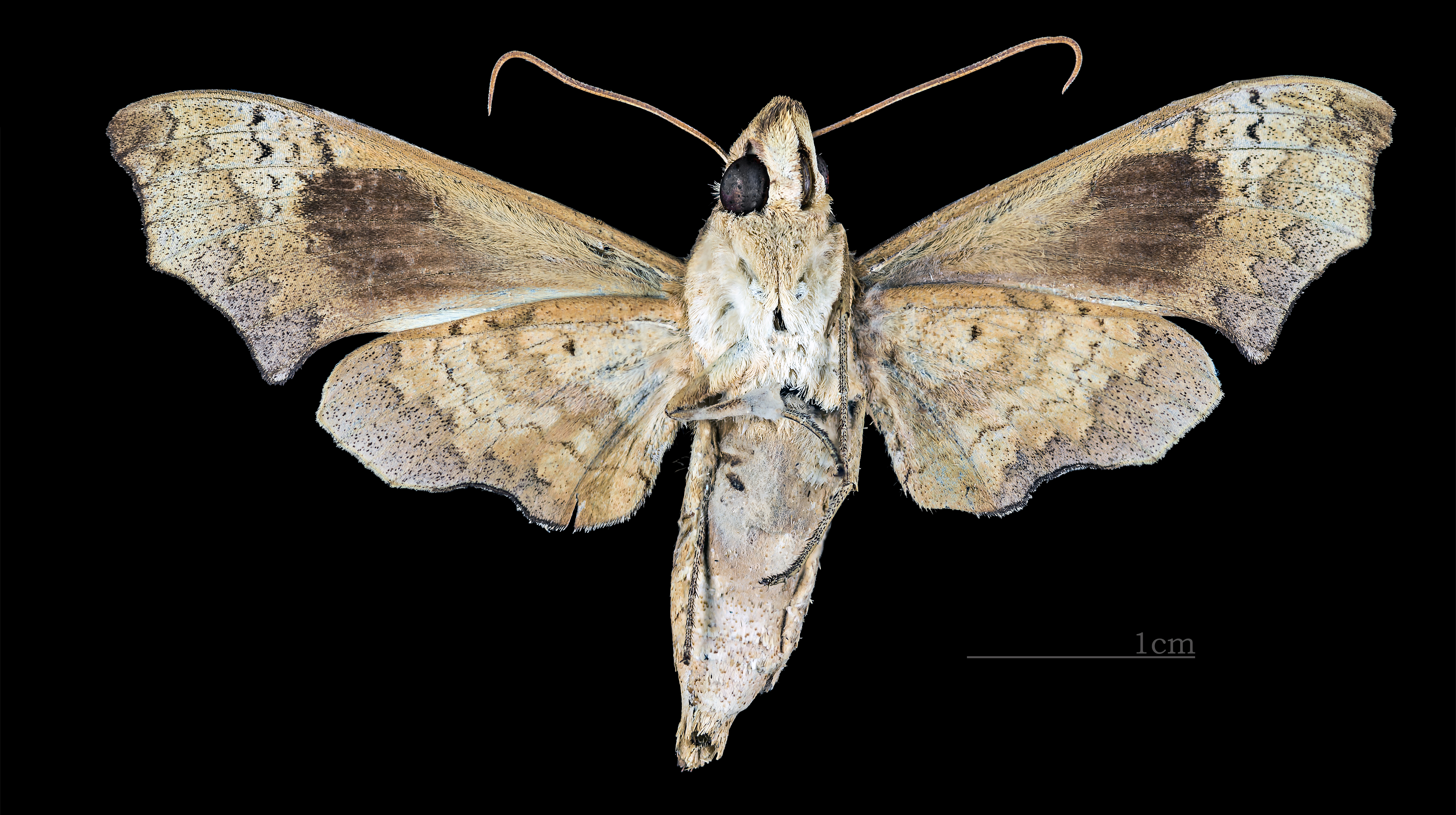
Aleuron iphis ♀ △